# Rollie Stiles
Rolland Mays Stiles, Rollie Stiles (ur. 17 listopada 1906, zm. 22 lipca 2007) – baseballista amerykański, który występował na pozycji miotacza w zespole  St. Louis Browns. Nosił przydomek Lena. Uczęszczał do Southeastern State Teachers College, później pracował w firmie Procter & Gamble (na emeryturę przeszedł w 1969).
15 lipca 2006, po śmierci Howdy'ego Grosklossa, został najstarszym żyjącym byłym zawodnikiem Major League Baseball. Zmarł we śnie 22 lipca 2007 w wieku 100 lat.